# Galet roulé

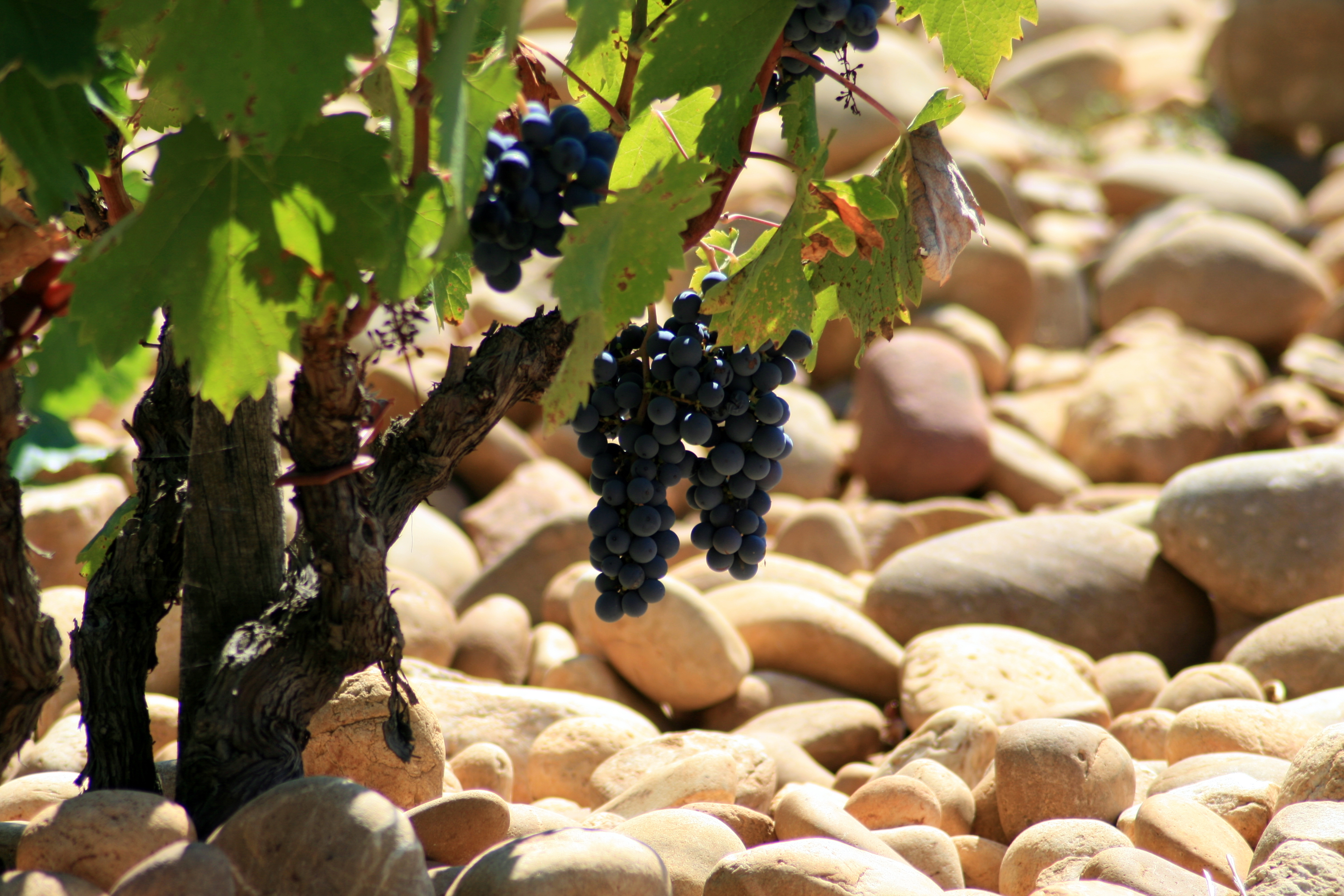
Galets roulés à Châteauneuf-du-Pape.

Un galet roulé, ou caillou roulé, est un fragment de roche (un caillou ou un bloc selon l'échelle internationale de la taille des grains) arrondi, qui a été poli par érosion glaciaire ou fluviale puis déposé parmi les alluvions d'un cours d'eau,.
En géographie viticole, les galets roulés sont des composants typiques de certains terroirs viticoles.

## Localisation

### Vignobles

#### Vallée du Rhône
Les galets roulés sont une composante emblématique des terroirs de nombreux vignobles dans la vallée du Rhône méridionale, dans le sud-est de la France. Ils apportent leurs caractéristiques distinctives aux vins élaborés sur les terrasses fluviatiles constituées par le Rhône.
On en trouve des vignobles comme les appellations Gigondas et Vacqueyras, les Côtes-du-rhône,, et plus particulièrement dans une partie de l'appellation Châteauneuf-du-Pape où la couche de galets peut atteindre 2 m d'épaisseur.

#### Graves
Dans le Bordelais, l'AOC Graves doit son nom aux galets roulés des terrasses de la rive gauche de la Garonne.

#### Jurançon
Dans le Jurançon, l'AOC se situe principalement sur des poudingues et flyschs, mais dans le secteur de Monein se trouvent des terrasses de graves.

### Exogéologie
Le rover Curiosity découvre en 2012 sur la planète Mars des analogues de roches sédimentaires terrestres, et notamment des galets roulés.

## Propriétés
Les galets roulés de la vallée du Rhône sont quasi exclusivement constitués de quartzite et sont considérés comme faisant partie intégrante de la croissance de la vigne et, plus important encore, de la maturation du fruit en absorbant la chaleur du soleil pendant la journée, puis en la libérant lentement pendant la nuit en raison de leur capacité naturelle de rétention et de transmission de la chaleur. Ceci est bien adapté au cépage du grenache qui est largement cultivé et qui est à la base d'une grande partie des vins rouges produits dans la région rhodanienne. Les galets roulés servent également à protéger la vigne et à minimiser l'érosion des sols pendant les périodes de vents forts notamment de mistral.